# County Championship 1998
Die County Championship 1998 war die 100. Saison des nationalen First-Class-Cricket-Wettbewerbes in England und Wales. Gewinner der County Championship war Leicestershire, die somit ihre dritte County Meisterschaft erreichten.

## Format
In einer Division spielte jede Mannschaft gegen jede andere jeweils ein Spiel. Für einen Sieg erhielt ein Team zunächst 16 Punkte, für ein Unentschieden (beide Mannschaften erzielen die gleiche Anzahl an Runs) 8 Punkte. Sollte kein Ergebnis erreicht werden und das Spiel in einem Remis enden bekommen beide Mannschaften 3 Punkte. Zusätzlich besteht die Möglichkeit in den ersten 130 Over des ersten Innings Bonuspunkte zu sammeln. Dabei werden bis zu 5 Punkte für erzielte Runs und bis zu 3 Punkte für erzielte Wickets ausgegeben. Des Weiteren ist es möglich das Mannschaften Punkte abgezogen bekommen, wenn sie beispielsweise zu langsam spielen oder der Platz nicht ordnungsgemäß hergerichtet ist. Am Ende der Saison ist der Sieger der Division County Champion.

## Resultate

### Tabelle
Die Tabelle der Saison nahm Ende die nachfolgende Gestalt an. Alle Punkte wurden auf Grund von einem nicht ordnungsgemäß hergerichtetem Platz abgezogen.
| Team             | Sp. | S  | N  | R | Bat | Bwl | Ded | Punkte |
| ---------------- | --- | -- | -- | - | --- | --- | --- | ------ |
| Leicestershire   | 17  | 11 | 0  | 6 | 47  | 51  | 0   | 292    |
| Lancashire       | 17  | 11 | 1  | 5 | 30  | 56  | 0   | 277    |
| Yorkshire        | 17  | 9  | 3  | 5 | 47  | 63  | 0   | 269    |
| Gloucestershire  | 17  | 11 | 5  | 1 | 23  | 65  | 0   | 267    |
| Surrey           | 17  | 10 | 5  | 2 | 38  | 57  | 0   | 261    |
| Hampshire        | 17  | 6  | 5  | 6 | 27  | 61  | 0   | 202    |
| Sussex           | 17  | 6  | 7  | 4 | 30  | 63  | 0   | 201    |
| Warwickshire     | 17  | 6  | 8  | 3 | 35  | 60  | 0   | 200    |
| Somerset         | 17  | 6  | 7  | 4 | 30  | 54  | 0   | 192    |
| Derbyshire       | 17  | 6  | 7  | 4 | 28  | 55  | 0   | 191    |
| Kent             | 17  | 5  | 5  | 7 | 18  | 59  | 0   | 178    |
| Glamorgan        | 17  | 4  | 6  | 7 | 36  | 55  | 0   | 176    |
| Worcestershire   | 17  | 4  | 6  | 7 | 32  | 59  | 0   | 176    |
| Durham           | 17  | 3  | 9  | 5 | 30  | 65  | 0   | 158    |
| Northamptonshire | 17  | 4  | 5  | 8 | 31  | 52  | 25  | 146    |
| Nottinghamshire  | 17  | 3  | 10 | 4 | 20  | 60  | 0   | 140    |
| Middlesex        | 17  | 2  | 9  | 6 | 28  | 52  | 0   | 130    |
| Essex            | 17  | 2  | 11 | 4 | 16  | 58  | 0   | 118    |

Sieg: 16 Punkte; Remis: 3 Punkte

## Statistiken

### Runs
Die meisten Runs der Saison in beiden Division wurden von den folgenden Spielern erzielt:
| Spieler       | Mannschaft | Spiele | Innings | Runs  | Average | HS   | 100s | 50s |
| ------------- | ---------- | ------ | ------- | ----- | ------- | ---- | ---- | --- |
| John Crawley  | Lancashire | 17     | 26      | 1.681 | 70,04   | 239  | 7    | 5   |
| Justin Langer | Middlesex  | 14     | 26      | 1.393 | 66,33   | 233* | 4    | 6   |
| Stephen James | Glamorgan  | 13     | 24      | 1.268 | 55.,13  | 227  | 4    | 5   |
| Kim Barnett   | Derbyshire | 17     | 32      | 1.229 | 47,26   | 162  | 1    | 7   |
| Carl Hooper   | Kent       | 15     | 28      | 1.215 | 45,00   | 203  | 6    | 1   |

### Wickets
Die meisten Wickets der Saison in beiden Division wurden von den folgenden Spielern erzielt:
| Spieler        | Mannschaft      | Balls | Wickets | Average | BBI  | 5W |
| -------------- | --------------- | ----- | ------- | ------- | ---- | -- |
| Courtney Walsh | Gloucestershire | 3.798 | 106     | 17,31   | 6/36 | 7  |
| Andrew Caddick | Somerset        | 4.124 | 105     | 19,82   | 8/64 | 10 |
| Edward Giddins | Warwickshire    | 3.866 | 83      | 23,51   | 6/79 | 5  |
| Kevin Dean     | Derbyshire      | 2.648 | 71      | 20,92   | 6/63 | 5  |
| Andrew Smith   | Gloucestershire | 2.937 | 67      | 19,94   | 6/32 | 4  |